# Riserva naturale garzaia di Porta Chiossa
La riserva naturale regionale Garzaia di Porta Chiossa è un'area naturale protetta situata nei comuni di San Genesio ed Uniti e di Sant'Alessio con Vialone, in provincia di Pavia col codice SIC IT 2080017.

## Storia e territorio
La garzaia, che si estende per una superficie di 80,86 ettari, fu istituita nel 1984. La riserva naturale è stata designata sia sito di interesse comunitario per la formazione della rete europea Natura 2000 che zona di protezione speciale ai sensi della direttiva comunitaria 79/409. Insieme al parco della Vernavola e alla garzaia della Carola, la riserva rappresenta una delle ultime porzioni del grande parco Visconteo, sorto per volere di Galeazzo II a partire dal 1366. Il parco, che collegava il castello Visconteo alla certosa, era circondato da mura, torri e porte fortificate, e a proprio una di queste porte, porta Chiossa, deve il nome la garzaia.

## Flora e fauna
La riserva è formata da due formazioni boschive, caratterizzate dalla presenza di specie forestali igrofile tipiche dei boschi planiziali della pianura Padana, quali salici bianchi (Salix caprea), pioppi bianchi (Populus alba) e, soprattutto dove sgorgano le risorgive, ontani neri (Alnus glutinosa) (mediamente alti oltre i 20 metri), con ridotte presenze di farnie (Quercus robur). Tuttavia, alcuni interventi idraulici che hanno interessato le aree agricole (destinate per lo più a coltivazioni di riso, mais e pioppeti) che circondano la garzaia hanno causato un abbassamento della falda idrica, con il conseguente maggior inaridimento del terreno, ciò ha limitato la proliferazione di alcune essenze, come gli ontani neri, mentre ha favorito la diffusione delle farnie.
Lo strato arbustivo è formato essenzialmente da sambuco (Sambucus nigra L.) e rovo (Rubus ulmifolius), mentre lo strato erboso si caratterizza per la presenza, tra le altre essenze, di maga comune (Circaea lutetiana), equiseto (Equisetum L.), l'erba vetriola (Parietaria officinalis L.), ortiche (Urtica dioica L.), edera (Hedera helix L.), romice crespo (Rumex crispus), coda cavallina (Equisetum arvense L.), carice brizolina (Carex Brizoides), cannuccia di palude (Phragmites australis) e morella rampicante (Solanum dulcamara L.).
La componente animale della riserva è formata da numerose specie di uccelli e, soprattutto, dalle colonie di nitticore (Nycticorax nycticorax) e aironi cinerini (Ardea cinerea).